# Элдридж, Флоренс
Флоренс Элдридж (англ. Florence Eldridge; 5 сентября 1901, Бруклин, Нью-Йорк — 1 августа 1988, Лонг-Бич, Калифорния) — американская актриса театра и кино. Номинантка на премию Тони за лучшую женскую роль в 1957 году за роль в бродвейской постановке «Долгий день уходит в ночь».
Родилась в Бруклине, была замужем за актёром Фредриком Марчем с 1927 до его смерти в 1975 году и часто появлялась вместе с ним на сцене и в кино.
Умерла от сердечного приступа в возрасте 86 лет, была похоронена вместе с мужем.

## Театр
- Кот и канарейка
- Шесть персонажей в поисках автора
- Враг народа
- Долгий день уходит в ночь
- Кожа наших зубов

## Фильмография
- 1923 — Шестицилиндровый Любовь
- 1929 — Случайное убийство Грина
- 1930 — Развод — Хелен Болдуин
- 1932 — Тринадцать женщин
- 1933 — История Тэмпл Дрейк
- 1934 — Современный герой
- 1935 — Отверженные
- 1936 — Мария Шотландская — Елизавета Тюдор
- 1948 — За лесами
- 1948 — Акт убийства — Кэти Кук
- 1949 — «Христофор Колумб»[англ.] — Изабелла Кастильская
- 1960 — Пожнёшь бурю — Сара Бредли